# Lomographa taminaria
Lomographa taminaria là một loài bướm đêm trong họ Geometridae.